# 神爵
神爵（しんしゃく）は、中国、前漢の宣帝劉詢の治世に行われた4番目の元号。
紀元前61年 - 紀元前58年。

## 出来事
- 元年：趙充国が西羌を平定。
- 2年：鄭吉を西域都護に任命し、西域三十六国を統括させた。

## 西暦との対照表
| 神爵 | 元年   | 2年    | 3年    | 4年    |
| 西暦 | 前61年 | 前60年 | 前59年 | 前58年 |
| 干支 | 庚申   | 辛酉   | 壬戌   | 癸亥   |